# 急救站

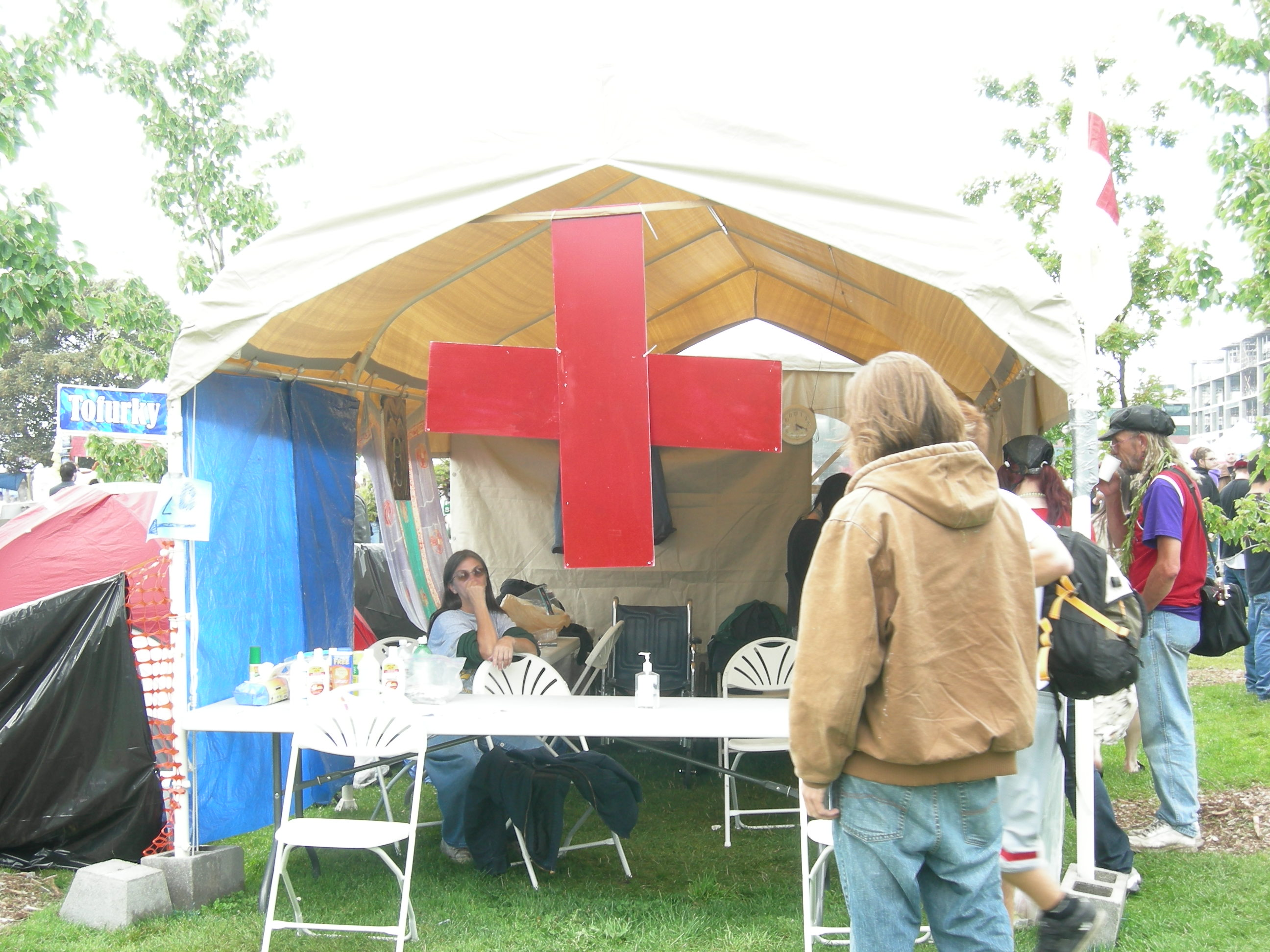
救助站

急救站又稱醫療站，是一个临时设施，通常由帐篷、桌子或休息区組成，用于在重大事故、灾难救援、體育賽事以及军事行动期间为需要幫助的人士提供医疗急救物资。 救助站可以分為好幾個功能區，其中一部分專門提供醫療援助，另一部分則提供其他服務。